# Somnāth

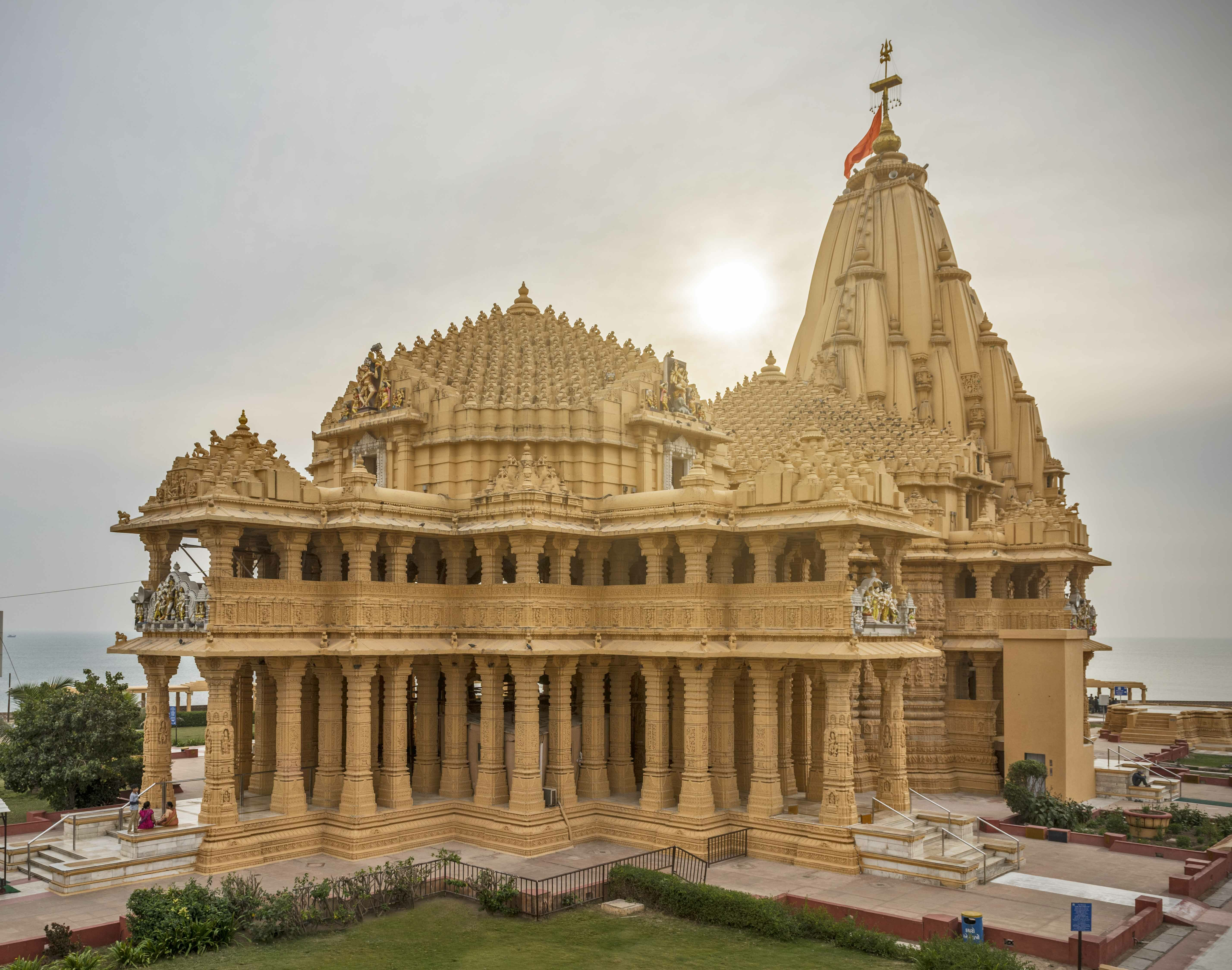
Vue du temple

Le temple de Somnāth (en gujarati : સોમનાથ મંદિર) situé sur la côte ouest du Gujarat, en Inde, dans le Prabhas Kshetra, près de Veraval dans le Saurashtra, est le plus sacré des douze Jyotirlingas, lieux de pèlerinage en l'honneur de Shiva. 
Somnath signifie « Le Seigneur de la  Lune » et est un des noms de Shiva. Le temple de Somnāth est connu comme le « Sanctuaire éternel », car bien qu'il ait été détruit six fois, il a toujours été reconstruit,.